# Carlo Giorgio Lebrecht di Anhalt-Köthen
Carlo Giorgio Lebrecht di Anhalt-Köthen (Köthen, 15 agosto 1730 – Semlin, 17 ottobre 1789) fu sovrano di Anhalt-Köthen, principe del Sacro Romano Impero e un Feldmaresciallo prussiano della dinastia degli Ascanidi.

## Biografia
Carlo Giorgio Lebrecht era figlio del Principe Augusto Luigi e della sua seconda moglie Emilie (1708-1732), figlia del conte Ermanno II di Promnitz.
Entrato nelle schiere dell'esercito danese tra il 1750 ed il 1751, nel novembre del 1751 entrò a far parte dell'armata prussiana, divenendo nel 1787 Feldmaresciallo, con una rapida e valente carriera. Nel 1780 venne insignito dell'Ordine dell'Aquila Nera. Carlo successe al padre come principe di Anhalt-Köthen nel 1755 ed ebbe a soffrire molto per la Guerra dei Sette anni all'interno dei propri domini. Alla fine della guerra egli tentò di rianimare l'economia del paese riattivando le coltivazioni e promuovendo l'insediamento di nuove aziende per l'allevamento attraverso degli sgravi fiscali. Il regno di Carlo Giorgio fu contraddistinto da un'estrema tolleranza religiosa e dalla promozione della costruzione di scuole.
Nel 1789 il principe si dimise dal servizio presso l'esercito prussiano e dal maggio di quello stesso anno entrò nelle schiere dell'esercito imperiale col grado di Feldmaresciallo. Il Principe morì nel 1789 combattendo contro i turchi a Semlin presso Belgrado di febbre malarica. Suo figlio Augusto Cristiano gli succederà sul trono di Anhalt-Köthen.

## Matrimonio ed eredi
Carlo Giorgio Lebrecht sposò nel 1763 Luisa Carlotta (1749-1812), figlia di Federico, duca di Schleswig-Holstein-Sonderbourg-Glücksburg e di Augusta di Lippe-Detmold. La coppia ebbe sei figli:
- Carolina (1767-1768)
- Augusto Cristiano (1769-1812), principe poi duca di Anhalt-Köthen, sposò nel 1792 la principessa Federica di Nassau-Usingen (1777–1821)
- Carlo Guglielmo (1771 - 8 novembre 1793), morì per le ferite riportate nelle battaglie di Obrechies e nella Wattingnies nei Paesi Bassi
- Luisa (1772-1775)
- Luigi (1778-1802), sposò nel 1800 la principessa Luisa d'Assia (1779–1811), figlia di Luigi I d'Assia
- Federica (1780-1781)

## Ascendenza
|                                                |                                            |                                              | Genitori                                         |  |  | Nonni |  |  | Bisnonni                           |  |  | Trisnonni                           |  |
|                                                |                                            |                                              |                                                  |  |  |       |  |  | Emanuel, principe di Anhalt-Köthen |  |  | August, principe di Anhalt-Plötzkau |  |
|                                                |                                            |                                              |                                                  |  |  |       |  |  | Emanuel, principe di Anhalt-Köthen |  |  | August, principe di Anhalt-Plötzkau |  |
|                                                |                                            | Sibylle zu Solms-Laubach                     |                                                  |  |  |       |  |  | Emanuel, principe di Anhalt-Köthen |  |  |                                     |  |
| Emanuel Lebrecht, principe di Anhalt-Köthen    |                                            |                                              |                                                  |  |  |       |  |  | Emanuel, principe di Anhalt-Köthen |  |  |                                     |  |
|                                                |                                            | Anna Eleonore zu Stolberg-Wernigerode        | Heinrich Ernst, conte di Stolberg-Wernigerode    |  |  |       |  |  |                                    |  |  |                                     |  |
|                                                |                                            | Anna Eleonore zu Stolberg-Wernigerode        | Heinrich Ernst, conte di Stolberg-Wernigerode    |  |  |       |  |  |                                    |  |  |                                     |  |
|                                                |                                            | Anna Eleonore zu Stolberg-Wernigerode        | Anna Elisabeth zu Stolberg-Wernigerode           |  |  |       |  |  |                                    |  |  |                                     |  |
| August Ludwig, principe di Anhalt-Köthen       |                                            | Anna Eleonore zu Stolberg-Wernigerode        |                                                  |  |  |       |  |  |                                    |  |  |                                     |  |
|                                                |                                            | Balthasar Wilhelm von Rath                   | Wilhelm von Rath                                 |  |  |       |  |  |                                    |  |  |                                     |  |
|                                                |                                            | Balthasar Wilhelm von Rath                   | Wilhelm von Rath                                 |  |  |       |  |  |                                    |  |  |                                     |  |
|                                                |                                            | Balthasar Wilhelm von Rath                   | Dorothea von Hackeborn                           |  |  |       |  |  |                                    |  |  |                                     |  |
| Gisela Agnes von Rath                          |                                            | Balthasar Wilhelm von Rath                   |                                                  |  |  |       |  |  |                                    |  |  |                                     |  |
|                                                |                                            | Magdalene Dorothee von Wuthenau              | Heinrich von Wuthenau                            |  |  |       |  |  |                                    |  |  |                                     |  |
|                                                |                                            | Magdalene Dorothee von Wuthenau              | Heinrich von Wuthenau                            |  |  |       |  |  |                                    |  |  |                                     |  |
|                                                |                                            | Magdalene Dorothee von Wuthenau              | Sibylle von Bindauf                              |  |  |       |  |  |                                    |  |  |                                     |  |
| Karl Georg Lebrecht, principe di Anhalt-Köthen |                                            | Magdalene Dorothee von Wuthenau              |                                                  |  |  |       |  |  |                                    |  |  |                                     |  |
|                                                | Balthasar Erdmann, conte di Promnitz-Pless | Erdmann Leopold, conte di Promnitz-Pless     |                                                  |  |  |       |  |  |                                    |  |  |                                     |  |
|                                                | Balthasar Erdmann, conte di Promnitz-Pless | Erdmann Leopold, conte di Promnitz-Pless     |                                                  |  |  |       |  |  |                                    |  |  |                                     |  |
|                                                | Balthasar Erdmann, conte di Promnitz-Pless | Eleonore von Racknitz                        |                                                  |  |  |       |  |  |                                    |  |  |                                     |  |
| Erdmann II, principe di Promnitz-Pless         | Balthasar Erdmann, conte di Promnitz-Pless |                                              |                                                  |  |  |       |  |  |                                    |  |  |                                     |  |
|                                                |                                            | Emilie Agnes Reuß zu Schleiz                 | Heinrich I, conte di Reuss zu Schleiz            |  |  |       |  |  |                                    |  |  |                                     |  |
|                                                |                                            | Emilie Agnes Reuß zu Schleiz                 | Heinrich I, conte di Reuss zu Schleiz            |  |  |       |  |  |                                    |  |  |                                     |  |
|                                                |                                            | Emilie Agnes Reuß zu Schleiz                 | Esther zu Hardegg-Glatz-Machlande                |  |  |       |  |  |                                    |  |  |                                     |  |
| Emilie von Promnitz-Pless                      |                                            | Emilie Agnes Reuß zu Schleiz                 |                                                  |  |  |       |  |  |                                    |  |  |                                     |  |
|                                                |                                            | Johann Adolf I, duca di Sassonia-Weissenfels | August, duca di Sassonia-Weissenfels             |  |  |       |  |  |                                    |  |  |                                     |  |
|                                                |                                            | Johann Adolf I, duca di Sassonia-Weissenfels | August, duca di Sassonia-Weissenfels             |  |  |       |  |  |                                    |  |  |                                     |  |
|                                                |                                            | Johann Adolf I, duca di Sassonia-Weissenfels | Anna Maria zu Mecklenburg-Schwerin               |  |  |       |  |  |                                    |  |  |                                     |  |
| Anna Marie von Sachsen-Weissenfels             |                                            | Johann Adolf I, duca di Sassonia-Weissenfels |                                                  |  |  |       |  |  |                                    |  |  |                                     |  |
|                                                |                                            | Johanna Magdalena von Sachsen-Altenburg      | Friedrich Wilhelm II, duca di Sassonia-Altenburg |  |  |       |  |  |                                    |  |  |                                     |  |
|                                                |                                            | Johanna Magdalena von Sachsen-Altenburg      | Friedrich Wilhelm II, duca di Sassonia-Altenburg |  |  |       |  |  |                                    |  |  |                                     |  |
|                                                |                                            | Johanna Magdalena von Sachsen-Altenburg      | Magdalena Sibylla von Sachsen                    |  |  |       |  |  |                                    |  |  |                                     |  |
|                                                |                                            | Johanna Magdalena von Sachsen-Altenburg      |                                                  |  |  |       |  |  |                                    |  |  |                                     |  |